# Mundka
Mundka é uma vila no distrito de West, no estado indiano de Deli.

## Demografia
Segundo o censo de 2001, Mundka tinha uma população de 43 898 habitantes. Os indivíduos do sexo masculino constituem 56% da população e os do sexo feminino 44%. Mundka tem uma taxa de literacia de 68%, superior à média nacional de 59,5%: a literacia no sexo masculino é de 75% e no sexo feminino é de 59%. Em Mundka, 16% da população está abaixo dos 6 anos de idade.